# Linepithema micans
Linepithema micans é uma espécie de formiga do gênero Linepithema. No Brasil, é uma importante praga associada a videiras na produção de vinhos. É a principal espécie disseminadora associada à praga conhecida como pérola-da-terra Eurhizococcus brasiliensis (Wille, 1922) (Hemiptera: Margarodidae).
São quase indistinguíveis da espécie invasora mundial conhecida como Formiga Argentina Linepithema humile. As larvas de ambas espécies são muito semelhantes, arredondadas e esbranquiçadas, com protuberâncias associadas ao desenvolvimento sexual.